# Municipio de Tzompantepec
El municipio de Tzompantepec (del náhuatl: tzontli, pantli, tepec ‘cráneo, bandera, lugar’‘Lugar para guardar los cráneos’) es uno de los 60 municipios que conforman al estado mexicano de Tlaxcala. Fue fundado en 1822 y su cabecera es la ciudad de Tzompantepec.

## Geografía
El municipio se encuentra a una altitud promedio de 2460 m s. n. m. y abarca un área de 38.39 km². 
Colinda al norte con los municipios de Apizaco y Xaloztoc; al oeste con el municipio de Santa Cruz Tlaxcala; al sur con los municipios de Cuaxomulco y San José Teacalco; y al este con los municipios de Tocatlán y Huamantla.

## Clima
En el municipio el clima se considera templado subhúmedo, con régimen de lluvias en los meses de abril a septiembre, los meses más calurosos son abril y mayo. La dirección de los vientos en general es de noreste a suroeste, igualmente la temperatura promedio máxima anual registrada es de 22.6 °C y la mínima de 4.7 °C.

## Tradiciones
Festejos de carnaval .- En el Municipio de Tzompantepec, las camadas de huehues bailando cuadrillas son parte esencial de los festejos del carnaval. El acompañamiento musical no se halla restringida a un solo género musical y su origen es diverso, regularmente recurren a los “grandes éxitos del momento”, canciones o melodías de popularidad en las estaciones de radio y televisión.
El traje carnavalesco que comprende pantaloncillo y camisa de terciopelo multicolor, pechera al frente con motivos religiosos (bordados) máscara de madera tallada, castañuelas y zapatos negros.
Festejos al Patrono El DIVINO SALVADOR del lugar.- En la fiesta patronal se festeja al santo patrono San Salvador el 6 o 7 de agosto día principal. A las 5 horas, "Las Mañanitas" en honor al Santo Patrón son entonadas por los habitantes del pueblo, acompañados de un mariachi. A la misma hora, una comisión de voluntarios se dirige a las afueras del pueblo a recibir una imagen de San Salvador, que recibirá los honores que con motivo de su día se programaron.

## Monumentos históricos
Parroquia del Divino Salvador.- Su construcción data del siglo XIX. Su fachada de pilastras estípites, lleva la figura de Jesús resplandeciente junto con los apóstoles Pedro, Santiago y Juan y los profetas Elías y Moisés, que aparecen en los capiteles de las columnas. Santa Ana y San Joaquín, padres de la Virgen María, complementan esta lección bíblica. El interior se redecoró a principios de este siglo, pero en su lado izquierdo destaca un cuadro "de ánimas" realizado por el artista Antonio Caro en 1681 y uno anónimo, donde se representa al niño Jesús acompañado de sus padres y abuelos. El atrio del templo aún se utiliza como cementerio y le rodea una barda de arcos invertidos.
Templo San Andrés.- Fue edificado en el siglo XVIII. La fachada principal es aplanado combinada con azulejo y ladrillo, los muros son de piedra de un metro de espesor, también la cubierta es de piedra, de forma abovedada (bóveda de arista). La torre del lado izquierdo es de dos cuerpos, cada uno tiene en cada lado un arco de medio punto y como remate un capulín, con almenas en las esquinas y una pequeña cúpula de remate con una cruz en argamasa, del lado derecho sólo tiene un pequeño cuerpo con arcos de medio punto. Cuenta con atrio-cementerio, baptisterio con ornamentación de yesería policromada y casa cural.
Templo de San Juan.- Su construcción data del siglo XVIII, la fachada principal es de aplanado, los muros son de piedra de un espesor de 90 cm, la forma de la cubierta es abovedada (bóveda de arista) y está hecha en piedra; la planta arquitectónica tiene forma de cruz latina. La puerta de acceso es de medio punto con una ventana en la parte superior que sirve para iluminar el coro. En la parte alta, cuenta con un nicho el cual está dedicado a este templo y, en la parte superior de la construcción central hay una cruz latina de argamasa. La única torre consta de tres cuerpos; los dos primeros son cuadrangulares con arcos de medio punto en cada lado, el tercero es una cúpula esférica con tambor y en cada esquina una almena.

## Demografía
De acuerdo al último censo, realizado por el INEGI en 2010, en el municipio hay una población total de 14 611 habitantes, lo que le da una densidad de población aproximada de 380 habitantes por kilómetro cuadrado.